# Álvaro Barros
Álvaro Gabriel Barros (Ciudad de Buenos Aires, 18 de marzo de 1827 - ibídem, 13 de enero de 1892) fue un militar, político y escritor argentino.

## Biografía
Fue hijo de Álvaro Demetrio Barros y Manuela García Ferreyra, descendiente del coronel Pedro Andrés García. Tras dedicar su juventud al comercio, ingresó a las Guardias Nacionales de Caballería en 1852, poco después de la Batalla de Caseros.
En el año 1867 fundó la ciudad de Olavarría.
Es autor de los libros Indios, fronteras y seguridad interior, Pampas del sur: fronteras y territorios federales (1872) y La guerra contra los indios (1877). En el primero de estos, se mostró partidario de una integración pacífica de los indígenas, proponiendo

...repartir en propiedad esos campos a los indios, medidos, escriturados y amojonados; establecer entre ellos un sistema de orden que ellos mismos anhelan, porque muchos hay que han aprendido a conservar lo que adquieren y saben valorar lo que importa a la propiedad. Proporcionar pequeños recursos para que se dediquen a la labranza los que son capaces.

Denunciaba también que la responsabilidad de los malones recaía sobre

El Gobierno [que] manda entregar raciones a los indios, con el objeto que vivan de ellas sin necesidad de robar. La imprevisión con que se procede a su entrega ha permitido que los encargados y los proveedores puedan abusar libremente. Vencido el plazo, la entrega no se hace; los indios esperan, reclaman, van y vienen y nada consiguen, hasta que cansados y apurados por la necesidad convienen con el proveedor en recibir el todo en dinero o una parte en dinero y otra en efectos. En dinero vienen a recibir apenas un 10% del valor de los artículos y éstos de tan mala calidad y tan escamoteados, que poco más o menos sufren la misma rebaja. Lo que no venden al proveedor lo entregan con igual desventaja a otros, en pago de tejidos u otros efectos que sobre esto les dan al fiado; y despojados así de este recurso, van luego a desquitarse en los intereses del hacendado.

Desde el 12 de septiembre de 1874 y hasta el 1 de mayo de 1875 fue gobernador de la Provincia de Buenos Aires por renuncia que hizo su antecesor, Mariano Acosta, para asumir como vicepresidente de la Nación.
Posteriormente fue diputado nacional, y el día 7 de junio de 1876 denunció irregularidades dentro del Ejército Argentino en el Congreso nacional:

El Ejército Argentino, siendo uno de los más deficientes y atrasados, es el más caro del mundo. (...) El resultado económico de este desorden es notable. Mientras que el soldado alemán cuesta $ 199 fuertes por año y el francés 189, el argentino cuesta 521 y mucho más en tiempo de guerra, y sufre como ninguno y en todo tiempo, todo género de necesidades y miserias.

Imagínese usted a un soldado mal vestido, casi desnudo, al raso completamente, en medio de los rigores de un  invierno harto cruel, sin lumbre que calentara sus miembros ateridos, y más que todo sin el alimento necesario a la conservación de sus fuerzas; imagínese todo esto, digo, y tendrá una idea más o menos exacta de lo que acá se ha sufrido.

Con arreglo a aquellos principios de organización que con poca diferencia se observan en todos los ejércitos europeos, y han dado excelentes resultados en la guerra, el ejército argentino que consta de 8.000 soldados, estaría perfectamente servido con 270 oficiales (tiene 604) y 57 jefes de línea (tiene 302), resultando un exceso de oficiales del 89% y de jefes, del 709%.

Inició un juicio contra un proveedor del Ejército, pero este fue cerrado por orden del Ministerio de Guerra. En respuesta, Barros solicitó la baja militar, afirmando que

V.E. considera inútiles mis servicios y no debo continuar siendo gravoso al Estado.

Con el grado de coronel, fue designado primer gobernador de la Gobernación de la Patagonia el 21 de octubre de 1878, cargo que asumió el 26 de enero de 1879 —antes de la ofensiva principal de la Conquista del Desierto— y que ejerció hasta julio de 1882. La ciudad capital de la Gobernación fue Mercedes de Patagones, nombre que Barros cambió por Viedma, su denominación actual.